# 1402
1402 (MCDII) fue un año común comenzado en domingo del calendario juliano.

## Acontecimientos
- 20 de julio: Batalla de Angora: derrota de las tropas otomanas por el ejército de Tamerlán. Bizancio gana así 50 años antes de su definiva caída en 1453.
- Máxima expansión de la Orden Teutónica en la Región báltica.
- Se inicia la conquista de las Islas Canarias por parte de Castilla.
- 18 de octubre: Nicolás III de Este reabre al público las puertas de la Universidad de Ferrara.

## Nacimientos
- 28 de abril: Nezahualcóyotl, rey texcocano (1431-1472). (m. 1472).
- Fernando de Avis y Lancaster, infante de Portugal.

## Fallecimientos
- Oleg II, Gran príncipe de Riazán.